# Kalida
Kalida – wieś w USA, w hrabstwie Putnam, w stanie Ohio. Według spisu powszechnego z 2010 roku wieś miała 1542 mieszkańców.
Została założona w roku 1834 i do 1866 była siedzibą władz hrabstwa.

## Dane demograficzne
Zgodnie z danymi za rok 2000 we wsi mieszkało 1031 osób w 385 gospodarstwach domowych i 284 rodzinach. Gęstość zaludnienia wynosiła 355,4 os./km². We wsi znajdowało się 397 budynków mieszkalnych. Podział rasowy przedstawiał się następująco: 99,13% białych, 0,19% Indian, 0,48% przedstawicieli innych ras i 0,2% z dwóch lub więcej ras mieszanych. Latynosi stanowili 0,78% populacji.